# Dryopteris subcuspidata
Dryopteris subcuspidata là một loài dương xỉ trong họ Dryopteridaceae. Loài này được Ros.Med. mô tả khoa học đầu tiên năm 1917.
Danh pháp khoa học của loài này chưa được làm sáng tỏ. 